# Le Seure
Le Seure és un municipi francès situat al departament del Charente Marítim i a la regió de la Nova Aquitània. L'any 2007 tenia 238 habitants.

## Demografia

### Població
El 2007 la població de fet de Le Seure era de 238 persones. Hi havia 100 famílies de les quals 24 eren unipersonals (12 homes vivint sols i 12 dones vivint soles), 28 parelles sense fills, 44 parelles amb fills i 4 famílies monoparentals amb fills.
La població ha evolucionat segons el següent gràfic:
Habitants censats

### Habitatges
El 2007 hi havia 115 habitatges, 97 eren l'habitatge principal de la família, 11 eren segones residències i 7 estaven desocupats. Tots els 115 habitatges eren cases. Dels 97 habitatges principals, 77 estaven ocupats pels seus propietaris, 19 estaven llogats i ocupats pels llogaters i 1 estava cedit a títol gratuït; 6 tenien dues cambres, 15 en tenien tres, 22 en tenien quatre i 55 en tenien cinc o més. 34 habitatges disposaven pel capbaix d'una plaça de pàrquing. A 43 habitatges hi havia un automòbil i a 51 n'hi havia dos o més.

### Piràmide de població
La piràmide de població per edats i sexe el 2009 era:
| Homes | Edats   | Dones |
| ----- | ------- | ----- |
| 0     | 95 o +  | 0     |
| 4     | 90 a 94 | 0     |
| 0     | 85 a 89 | 0     |
| 0     | 80 a 84 | 4     |
| 0     | 75 a 79 | 0     |
| 4     | 70 a 74 | 0     |
| 8     | 65 a 69 | 0     |
| 12    | 60 a 64 | 24    |
| 0     | 55 a 59 | 4     |
| 0     | 50 a 54 | 0     |
| 8     | 45 a 49 | 0     |
| 12    | 40 a 44 | 16    |
| 12    | 35 a 39 | 12    |
| 16    | 30 a 34 | 8     |
| 4     | 25 a 29 | 8     |
| 0     | 20 a 24 | 8     |
| 8     | 15 a 19 | 4     |
| 4     | 10 a 14 | 0     |
| 12    | 5 a 9   | 20    |
| 0     | 0 a 4   | 12    |

## Economia
El 2007 la població en edat de treballar era de 142 persones, 114 eren actives i 28 eren inactives. De les 114 persones actives 106 estaven ocupades (60 homes i 46 dones) i 8 estaven aturades (1 home i 7 dones). De les 28 persones inactives 14 estaven jubilades, 9 estaven estudiant i 5 estaven classificades com a «altres inactius».

### Ingressos
El 2009 a Le Seure hi havia 101 unitats fiscals que integraven 253,5 persones, la mediana anual d'ingressos fiscals per persona era de 17.562 €.

### Activitats econòmiques
Dels 6 establiments que hi havia el 2007, 1 era d'una empresa de fabricació d'altres productes industrials, 3 d'empreses de construcció, 1 d'una empresa de comerç i reparació d'automòbils i 1 d'una empresa de serveis.
Dels 3 establiments de servei als particulars que hi havia el 2009, 1 era un taller de reparació d'automòbils i de material agrícola, 1 paleta i 1 lampisteria.
L'any 2000 a Le Seure hi havia 8 explotacions agrícoles.

## Poblacions més properes
El següent diagrama mostra les poblacions més properes.